# SoKo
Stéphanie Alexandra Mina Sokolinski (* 26. října 1985), známější pod uměleckým jménem SoKo, je francouzská zpěvačka, skladatelka a herečka.

## Život
SoKo se narodila v Bordeaux ve Francii. V 16 letech opustila domov, ukončila školu a přestěhovala se do Paříže, kde začala chodit do herecké třídy s Evou Saint-Paul. Zde studovala rok. Později obnovila své vzdělávání a vystřídala několik různých škol. Po krátké době všech studií nechala a objevila se v několika francouzských filmech a začala psát písně.

## Hudební kariéra
V roce 2007 nazpívala svůj první singl „I'll Kill Her“. Píseň uspěla hlavně v Dánsku, kde se stala hitem číslo 1 v obchodu iTunes.
V roce 2012 vyšlo její první album „I Thought I Was an Alien“. Mezi nejznámější píseň patří „We Might Be Dead By Tomorrow“, které se objevilo v krátkém videu Tatie Pilieva – First Kiss. Druhé album My Dreams Dictate My Reality vyšlo v březnu 2015.

## Herecká kariéra
Zahrála si např. ve filmech Ona (2013), Augustina (2012) nebo ve filmu À l'origine. Za svou roli v À l'origine byla v roce 2010 nominována na cenu César pro nejslibnější herečku. V roce 2016 si zahrála hlavní roli ve filmu Tanečnice, kde ztvárnila Loie Fuller. Za svou roli byla nominována na cenu Cézar v kategorii Nejlepší herečka a ve stejné kategorii byla nominována i na předávání cen Lumières Award.

## Osobní život
SoKo je od mládí veganka, což může souviset s tím, že se už od osmnácti let hlásí k subkultuře straight edge, která odmítá drogy, alkohol, cigarety a někteří skalní členové i kávu a čaj. Také sama sebe označuje jako „bílou goth“. Svou orientací je bisexuálka, ale v poslední době se označuje za pansexuálku. V březnu 2016 pro W Magazine uvedla: „Byla jsem vždy v sexualitě otevřená, tím myslím, že mě opravdu nezajímá gender.“ V rozhovoru potvrdila i vztah s americkou herečkou Kristen Stewart, ale v květnu v rozhovoru s UsWeekly americkému deníku sdělila, že se jejich vztah rozpadl.Dne 30. července 2018 na své facebookové stránce potvrdila své těhotenství a v listopadu porodila syna, který dostal jméno Indigo Blue Honey Sokolinski.